# Torneo Internazionale Regione Piemonte 2011
Il Torneo Internazionale Regione Piemonte 2011 è stato un torneo professionistico di tennis femminile giocato sulla terra rossa. È stata la 12ª edizione del torneo, che fa parte dell'ITF Women's Circuit nell'ambito dell'ITF Women's Circuit 2011. Si è giocato a Biella in Italia dal 5 all'11 settembre 2011.

## Partecipanti

### Teste di serie
| Nazionalità | Giocatrice               | Ranking* | Testa di serie |
| ----------- | ------------------------ | -------- | -------------- |
| Estonia     | Kaia Kanepi              | 34       | 1              |
| Spagna      | Laura Pous Tió           | 75       | 2              |
| Austria     | Patricia Mayr-Achleitner | 93       | 3              |
| Francia     | Alizé Cornet             | 95       | 4              |
| Italia      | Maria Elena Camerin      | 119      | 5              |
| Rep. Ceca   | Renata Voráčová          | 128      | 6              |
| Austria     | Yvonne Meusburger        | 130      | 7              |
| Italia      | Romina Oprandi           | 131      | 8              |

- Ranking al 29 agosto 2011.

### Altre partecipanti
Giocatrici che hanno ricevuto una wild card:
- Sara Eccel
- Giulia Gatto-Monticone
- Kaia Kanepi
- Laura Thorpe

Giocatrici che sono passate dalle qualificazioni:
- Margalita Chakhnašvili
- Mariana Duque
- Nastja Kolar
- Tadeja Majerič

## Campionesse

### Singolare
Alexandra Cadanțu ha battuto in finale  Mariana Duque con il punteggio di 6–4, 6–3

### Doppio
Lara Arruabarrena-Vecino /  Ekaterina Ivanova hanno battuto in finale  Janette Husárová /  Renata Voráčová con il punteggio di 6–3, 0–6, [10–3]